# Bujari Ahmed
Bujari Uld Ahmed Uld Barical-la conocido como Bujari Ahmed o Boukhari Ahmed (Dajla, Sahara español,19 de septiembre de 1952 - Baracaldo, 3 de abril de 2018) fue un intelectual, político y diplomático saharaui desde 1992 hasta su muerte en 2018 representante del Frente Polisario ante la ONU. Fue miembro de su Secretariado Nacional y considerado uno de los negociadores saharauis más relevantes en la historia del movimiento independentista. Participó en las negociaciones con Marruecos tras el alto el fuego bajo los auspicios de Naciones Unidas. En 1978 fue el primer representante del Frente Polisario en España.

## Biografía
Nació en Dajla, la antigua Villa Cisneros en el Sahara español en 1952. Era hijo de Ahmed Uld Barical-la, un notable saharaui que prestó servicio en la administración española del Gobierno General del Sahara desde muy joven como intérprete de la Yemaa, que representaba el territorio en las Cortes españolas y una de las figuras pioneras del movimiento independentista saharahui. Tenía otros cinco hermanos, entre ellos el también diplomático Hash Ahmed (El Hash Uld Ahmed Uld Barical-la), el menor, y una hermana.
Estudió primaria y secundaria en Villa Cisneros, y se trasladó a Tenerife para continuar sus estudios universitarios, licenciándose en derecho en la Universidad de La Laguna. Posteriormente estudió Ciencias Políticas en la Universidad Complutense de Madrid. Según la nota oficial del Frente Polisario con motivo de su fallecimiento, se unió al movimiento independentista en 1973 y participó en la organización y sensibilización de los estudiantes saharauis en España. Fue expulsado de España y llegó a Tinduf (Argel). De ahí viajó a Mauritania posteriormente a Túnez y cuando produce la llegada de Marruecos a El Aaiún, en 1975, viajó a Tinduf.
Se casó dos veces, en su primer matrimonio tuvo a dos hijas y en el segundo dos hijos y una hija. Solo tiene dos nietos por parte de la primera hija.

### Trayectoria diplomática
Fue editor del periódico  “Sahara Libre” (1975-1977) y en 1978 regresó a Madrid como el primer representante del Frente Polisario este país, representación que asumió hasta 1980. De 1980 a 1984 fue el primer embajador de la RASD en Panamá y en 1982 el primer embajador de la RASD en Costa Rica. De 1984 a 1985 regresó de nuevo a España como representante del Polisario. Su siguiente puesto en 1985 a 1988 fue el de embajador en Venezuela y poco después fue designado representante del Frente Polisario para Europa (1988-1991). En 1988 fue el primer embajador de México y más tarde Embajador en Misión en varios países de Hispanoamérica. De 1992 hasta su fallecimiento fue representante del Frente Polisario en la sede de la ONU en Nueva York.
Formó parte de la delegación negociadora  que asistió a varias conversaciones y negociaciones entre el Frente Polisario y el Reino de Marruecos, bajo los auspicios de las Naciones Unidas.
En marzo de 2016 fue el anfitrión del Secretario General de las Naciones Unidas, Ban Ki-moon, en la visita que este hizo a Bir Lehlu, en el Sahara Occidental. La visita fue la primera que realizaba un Secretario General de la ONU al territorio liberado del Sahara Occidental, un hecho que fue considerado como uno de los triunfos diplomáticos más importantes en la trayectoria del diplomático saharaui sumado al hecho de que Ban Ki-moon utilizó el término "ocupación".
Se mantuvo en el puesto de representante saharaui en la ONU hasta su muerte ocurrida en la noche del 3 de abril de 2018 en el hospital de Cruces de Barcaldo a causa de un cáncer de pulmón detectado pocos meses antes.
La República Saharaui declaró siete días de luto oficial por su muerte. Como sucesor al frente de la misión diplomática saharaui en la ONU fue nombrado de manera provisional Mulud Saíd.

## Homenajes póstumos
El 15 congreso del Frente Polisario celebrado del 12 al 21 de diciembre de 2019 en Tifariti llevó el nombre de Bujari Ahmed Bericalla como homenaje y su imagen presidió las sesiones del congreso.